# Newark

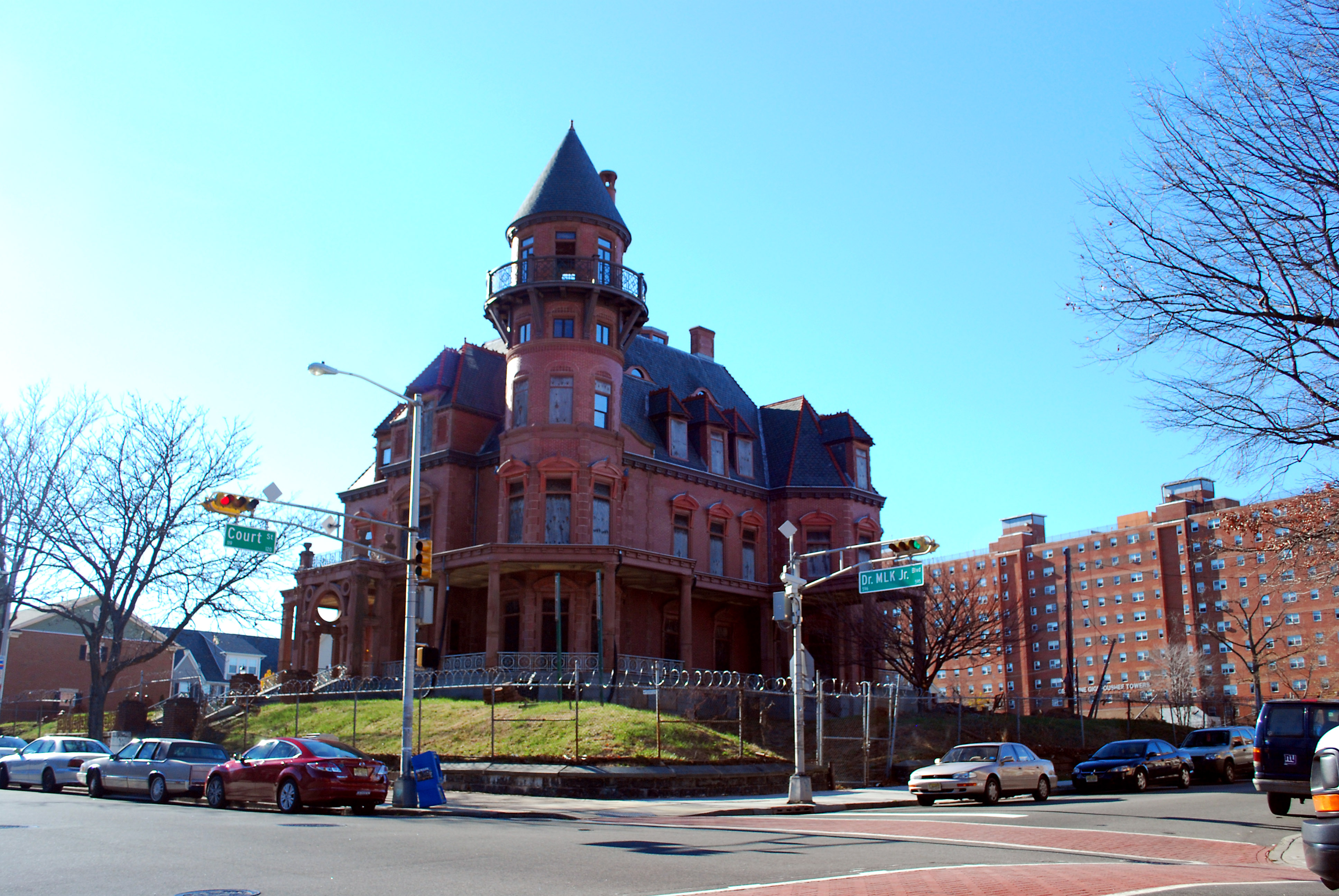
Villa Krueger

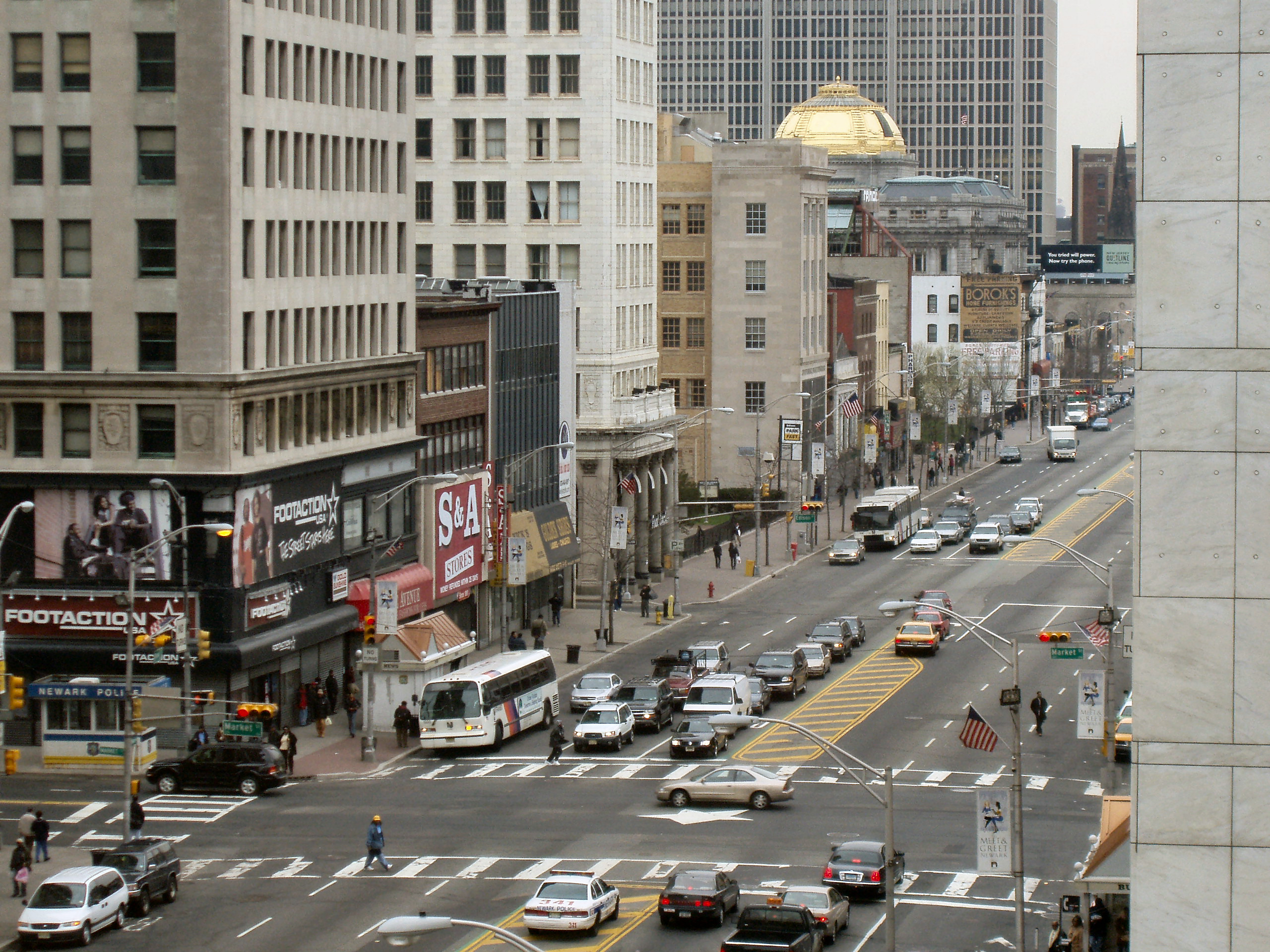
Incrocio tra le strade Broad e Market Street in centro

Newark è una città degli Stati Uniti d'America, capoluogo della contea di Essex, nello Stato del New Jersey. Soprannominata Brick City (Città del Mattone), si affaccia sulla baia di Newark a circa 8 km a ovest dall'isola di Manhattan e a circa 4 km a nord di Staten Island, entrambe parte della città di New York. È separata dalla baia di New York dalla penisola di Jersey City ed è inclusa nell'area urbana di New York.
La sua vicinanza con l'Oceano Atlantico ha favorito lo sviluppo del suo porto che, attualmente, è il porto con il maggiore traffico di container dell'intera baia di New York. A Newark si trova il Newark-Liberty International Airport, il secondo aeroporto per traffico e volume passeggeri dell'area metropolitana di New York, dopo l'Aeroporto Internazionale John F. Kennedy e prima del La Guardia.

## Storia
Newark venne fondata nel 1666 dai puritani del Connecticut, guidati da Robert Treat, che ne fecero la terza maggiore città tra le più vecchie degli USA, dopo Boston e New York, anche se non è il terzo fra i più vecchi insediamenti coloniali. Newark è il nome più recente della città, che un tempo era invece chiamata Milford, dal nome della città di Milford (Connecticut), dalla quale la gran parte dei coloni proveniva. Il nome attuale deriva da quello di Newark-on-Trent, una città dell'Inghilterra della quale era originaria la maggioranza dei coloni.

### Periodo coloniale
Newark era una città relativamente estesa durante il periodo coloniale, nota per la sua buona birra, per il sidro, e gli oggetti di cuoio. In campo religioso rimase più a lungo legata ai vecchi insegnamenti puritani che le altre città della regione e fu molto sensibile al Grande Risveglio. Quando i collegi delle Università di Yale e di Harvard mostrarono sdegno per evangelizzazione del Grande Risveglio diversi pastori di Newark, guidati da Aaron Burr Senior (padre del vicepresidente Aaron Burr) fondarono il college del New Jersey, noto successivamente come Università di Princeton, nelle vicinanze della città di Elizabeth.

### Dalla rivoluzione industriale alla seconda guerra mondiale
La rapida crescita di Newark iniziò nei primi anni dell'Ottocento, in gran parte dovuta all'impulso delle attività portate avanti da un trapiantato dal Massachusetts chiamato Seth Boyden. Boyden arrivò a Newark nel 1815, e iniziò immediatamente a dare vita a un innumerevole serie di perfezionamenti nel campo della manifattura del cuoio, culminati nei processi di verniciatura della pelle. Il genio di Boyden fece sì che le fabbriche di Newark, attorno al 1870, detenessero quasi il 90% della produzione in cuoio dell'intera nazione, portando in città, solo in quell'anno, un flusso 8,6 milioni di dollari. Nel 1824, Boyden, stanco del cuoio, ideò un procedimento per produrre ghisa malleabile.
Newark prosperò anche grazie alla costruzione del canale Morris nel 1831. Il canale congiungeva Newark con l'area del New Jersey, che a quei tempi era una zona votata alla produzione agricola e dell'acciaio. Le ferrovie arrivarono nel 1834/35. Ne seguì una fiorente industria dei trasporti che portò Newark a diventare il centro industriale dell'intera regione. Dal 1826 la popolazione di Newark toccò le 8 017 anime, dieci volte di più di quelle del 1776.
La metà del XIX secolo vide al continua crescita e la diversificazione delle attività industriali di base di Newark. La celluloide, primo materiale plastico commerciato con successo, venne prodotta in una fabbrica di Mechanic Street da John Wesley Hyatt. La sua celluloide trovò applicazione nella produzione di diversi articoli prodotti nella stessa città, come: carrozze, palle da biliardo e dentiere. Edward Weston, invece, perfezionò a Newark il processo di elettrozincatura e la costruzione di una nuova e più efficiente lampada ad arco. La piazza d'armi di Newark ebbe il primo sistema di illuminazione pubblico a lampade elettriche in tutti gli U.S.A.. Prima di trasferirsi in Menlo Park pure Thomas Edison abitò a Newark attorno al 1870. Lì inventò la teleborsa. Negli ultimi anni del XIX secolo l'industria di Newark si era ulteriormente sviluppata, soprattutto grazie all'impegno di uomini come Seth Boyden e J.W.Hyatt. Emigranti tedeschi e irlandesi arrivarono in città. Gli emigranti tedeschi fondarono pure propri giornali, ben presto emulati dagli altri gruppi etnici. Tuttavia non mancarono di nascere tensioni anche violente tra i cosiddetti nativi ("native stock") e i nuovi gruppi di abitanti.
Sempre nella metà del XIX secolo Newark aggiunse tra le sue attività, anche quella delle assicurazioni. Data al 1845 la nascita del Mutual Benefit e al 1873 quella del Prudential. Prudential, noto pure come "the Pru" da generazioni di newarkesi, venne fondata da un emigrato dal New England, certo John Fairfield Dryden, il quale trovò il modo di inserirsi in una nicchia fornendo i propri servizi alle classi medie e basse. Al giorno d'oggi, a Newark si vendono il maggior numero di polizze assicurative che in ogni altra città, fatta esclusione per Hartford nel Connecticut.
La popolazione crebbe in maniera incredibile: 136 508 abitanti nel 1880, 181 830 nel 1890, 246 070 nel 1900, 347 000 nel 1910. Un balzo di 200 000 persone nel giro di soli trent'anni. La popolazione di Newark sfiorò il mezzo milione di persone negli anni venti, quando il potenziale di crescita della città sembrava non avere limiti. Nel 1927 si diceva che: "La vitalità di Newark è grande. Nelle sue vene scorre sangue ricco e buono, la forza elementare che le consente di superare qualsiasi barriera che possa incontrare, che le permette di riprendersi da qualsiasi perdita possa soffrire e di lottare per ottenere i maggiori progressi industriali e finanziari, rendendola, infine, forse la più grande città industriale di tutto il mondo".
Nei primi anni del XX secolo Newark era una città animatissima. Market Street e Broad Street erano centri di commercio al dettaglio per l'intera regione, poggiandosi su fiorenti magazzini di vendita come Hahne & Company, L. Bamberger and Company, L.S. Plaut and Company, and Kresge's (noto più tardi come Kmart). "Broad Street oggi è una Mecca per i visitatori come lo è sempre stata nella sua lunga storia", si vantavano i commercianti di Newark, "essi arrivano ora in centinaia di migliaia come una volta arrivavano in centinaia".
Nel 1922 Newark aveva 63 teatri, 46 cinema e una vita notturna molto attiva. Il famoso gangster Dutch Schultz venne ucciso nel 1935 all'interno del Palace Bar. Billie Holiday alloggiava spesso presso il Coleman Hotel. Da alcuni rilievi fatti, l'incrocio tra la Market Street e la Board Street (noto come "i quattro canti") era l'incrocio più trafficato di tutti gli U.S.A.. Nel 1915, le autorità vi contarono il movimento di oltre 280 000 pedoni nell'arco di trenta ore. Undici anni più tardi, il 26 ottobre 1926, il Dipartimento di Stato per la motorizzazione verificò ai "quattro canti" il transito di 2 644 tram, 4 098 autobus, 2 657 taxi, 3 474 veicoli commerciali e 23 571 automobili. Il traffico di Newark divenne così intenso che venne riempito il letto del vecchio canale Morris per farne la Newark City Subway, così che Newark divenne una delle pochissime città dotate di un sistema di strade sotterraneo. Nuovi grattacieli vennero costruiti ogni anno: i più alti furono i palazzi di 40 piani dell'Art Deco National Newark Building e del Lefcourt-Newark Building. Nel 1948, immediatamente dopo la fine della seconda guerra mondiale, Newark raggiunse il suo picco massimo di popolazione con 450 000 abitanti. La popolazione era andata aumentando grazie all'arrivo di numerosi emigranti provenienti dall'Europa meridionale e orientale. Newark vide la nascita di diversi quartieri distinti per etnie, compresa una grande comunità ebraica concentrata lungo Prince Street. Tutto ciò contribuì a creare un grande clima di instabilità che sfociò nel 1967 nelle rivolte razziali.
A dare retta a una leggenda il famoso artista texano Robert Rauschenberg perse il proprio autobus a Newark e impiegò almeno una settimana per rendersi conto che non si trovava a New York.

## Infrastrutture e trasporti
La città è servita da una rete tranviaria con due linee, da varie linee del servizio ferroviario suburbano New Jersey Transit Rail e dalla metropolitana regionale Port Authority Trans-Hudson. Inoltre la città è servita anche dall'Aeroporto Internazionale di Newark-Liberty.

## Newark nella letteratura, nel cinema, nella televisione e nella musica
- A Newark è ambientato il telefilm I Soprano ed il prequel I molti santi del New Jersey (The Many Saints of Newark), nonché il romanzo Pastorale americana e molti altri (per esempio Nemesi e La macchia umana) dello scrittore Philip Roth.
- Newark è la città natale di Daniel LaRusso, protagonista delle primi tre film della saga di The Karate Kid.
- A Newark nacque, il 9 agosto 1963, Whitney Houston, una delle cantanti più conosciute di sempre, la cui voce è stata riconosciuta come una delle più talentuose di tutti i tempi nonché la donna più premiata nella storia della musica.
- Sempre a Newark, 20 anni prima (7 settembre 1943), nacque Gloria Gaynor, celeberrima icona della musica disco, nota al grande pubblico per la canzone "I Will Survive", simbolo di libertà e emancipazione.

## Amministrazione

### Gemellaggi
- Gəncə
- Spilinga

## Sport
La città è rappresentata in una delle principali leghe professionistiche statunitensi:
New Jersey Devils (NHL) - hockey su ghiaccio

### Impianti sportivi
- Bob Carpenter Center - arena multifunzione